# Machiremisca periscelis
Machiremisca periscelis is een vliegensoort uit de familie van de roofvliegen (Asilidae). De wetenschappelijke naam van de soort is voor het eerst geldig gepubliceerd in 1849 door Macquart in Lucas.